# 남포공단
남포공단(南浦工團)은 조선민주주의인민공화국 남포특별시에 있는 공단으로, 1990년대 중후반에 대한민국의 대우그룹이 의류봉제 공장을 건설해 운영하였다.
대우그룹은 1992년 1월에 북측(조선민주주의인민공화국)과 남포시에 200만 평 규모의 합작 공단을 건설하기로 하고, 우선 남북 합작으로 30만평 규모로 셔츠·블라우스·재킷·가방·신발·면방직·봉제완구·메리야스·양식기(식사도구) 등 9개 품목을 중심으로 한 경공업단지를 조성하기로 합의하였다.
대우그룹은 남포공단에 셔츠, 블라우스, 재킷, 가방 등을 위탁가공 형태로 제작해 제3국으로 수출하기 위한 의류봉제 공장을 짓고 1995년 10월부터 가동하였으며, 북측에 500만 달러를 제공하였다. 대우그룹은 공단 조성 등을 약속하고 100만평을 50년간 임차했으나, 실제 가동한 공장은 3개 공장(연건평 7,900평)으로 전체 임차 부지의 1%에도 미치지 못했다. 대우그룹이 애초 합의와 달리 공단 조성 사업 등을 시작하지 않자 공장 가동 1년 반 만인 1997년 초부터 양측이 갈등을 빚기 시작하였고, 1997년 말 IMF 사태 과정에서 무리하게 몸집을 불린 대우그룹이 1999년 ~ 2000년에 구조조정으로 해체되면서 양측의 합작 사업은 중단되었다.
대우그룹 회장이었던 김우중은 '1990년대에 북한에 조성한 200만평 규모의 남포공단의 경우 어려운 상황에서도 투자금을 전액 회수하였다'며 '하지만 얼마되지 않아 미국 등 해외시장 진출에 제약 요인이 많아 설비를 모두 남겨놓고 철수했다'면서, 개성공단 폐쇄 사태와 관련해 '사전 준비 없이 현지에 공단을 조성한데 따른 결과'라고 2013년에 주장하였다.

## 같이 보기
- 개성공단